# Parthenocissus dalzielii
Parthenocissus dalzielii is een klimplant uit de wijnstokfamilie (Vitaceae). De plant is afkomstig uit het oosten van Azië. In Hongkong wordt de plant veel gebruikt om hellingen te verstevigen.
De soort heeft driedelige bladeren (in blad van april tot juli). Hij heeft ranken met schijfjes die calciumcarbonaat afscheiden, waardoor hij aan muren kan blijven kleven. Hij heeft kleine besjes die op druiven lijken en donkerblauw tot zwart kleuren als ze rijp zijn.
Parthenocissus dalzielii wordt gekweekt als een sierplant. Hij wordt gebruikt als klimplant en als bodembedekker.